# Ривер-Эдж
Ривер-Эдж (англ. River Edge) — боро в округе Берген, штат Нью-Джерси, США. В 2010 году в боро проживало 11 340 человек.

## Географическое положение
Находится в округе Берген на западном берегу реки Хакенсак. Граничит с городами Парамес, Орадэлл, Нью-Милфорд и Хакенсак. По данным Бюро переписи населения США Ривер-Эдж имеет площадь 4,909 квадратных километров (4,802 км² суши).

## Население
| Год переписи | Нас.  |  | %±     |
| ------------ | ----- |  | ------ |
| 1900         | 561   |  | —      |
| 1910         | 736   |  | 31,2%  |
| 1920         | 1077  |  | 46,3%  |
| 1930         | 2210  |  | 105,2% |
| 1940         | 3287  |  | 48,7%  |
| 1950         | 9204  |  | 180%   |
| 1960         | 13264 |  | 44,1%  |
| 1970         | 11850 |  | −10,7% |
| 1980         | 11111 |  | −6,2%  |
| 1990         | 10603 |  | −4,6%  |
| 2000         | 10946 |  | 3,2%   |
| 2010         | 11340 |  | 3,6%   |
| 2015         | 11668 |  | 2,9%   |

По данным переписи 2010 года население Ривер-Эджа составляло 11 340 человека (из них 48,1 % мужчин и 51,9 % женщин), в боро было 4134 домашних хозяйства и 3164 семьи. Расовый состав: белые — 73,4 %, афроамериканцы — 1,5 % и представители двух и более рас — 1,5 %.
Население города по возрастному диапазону по данным переписи 2010 года распределилось следующим образом: 26,0 % — жители младше 18 лет, 2,4 % — между 18 и 21 годами, 57,8 % — от 21 до 65 лет и 13,8 % — в возрасте 65 лет и старше. Средний возраст населения — 41,4 года. На каждые 100 женщин в Ривер-Эдже приходилось 92,8 мужчин, при этом на 100 совершеннолетних женщин приходилось уже 88,4 мужчин сопоставимого возраста.
Из 4134 домашних хозяйств 76,5 % представляли собой семьи: 64,8 % совместно проживающих супружеских пар (33,8 % с детьми младше 18 лет); 8,9 % — женщины, проживающие без мужей и 2,9 % — мужчины, проживающие без жён. 23,5 % не имели семьи. В среднем домашнее хозяйство ведут 2,74 человека, а средний размер семьи — 3,21 человека. В одиночестве проживали 20,6 % населения, 10,7 % составляли одинокие пожилые люди (старше 65 лет).

## Экономика
В 2015 году из 9219 человек старше 16 лет имели работу 6075. При этом мужчины имели медианный доход в 68 235 долларов США в год против 66 544 долларов среднегодового дохода у женщин. В 2014 году медианный доход на семью оценивался в 131 490 $, на домашнее хозяйство — в 103 607 $. Доход на душу населения — 43 302 $ в год. 0,9 % от всего числа семей в Ривер-Эдже и 3,6 % от всей численности населения находилось на момент переписи за чертой бедности.